# Alonso de Sotomayor y Valmediano

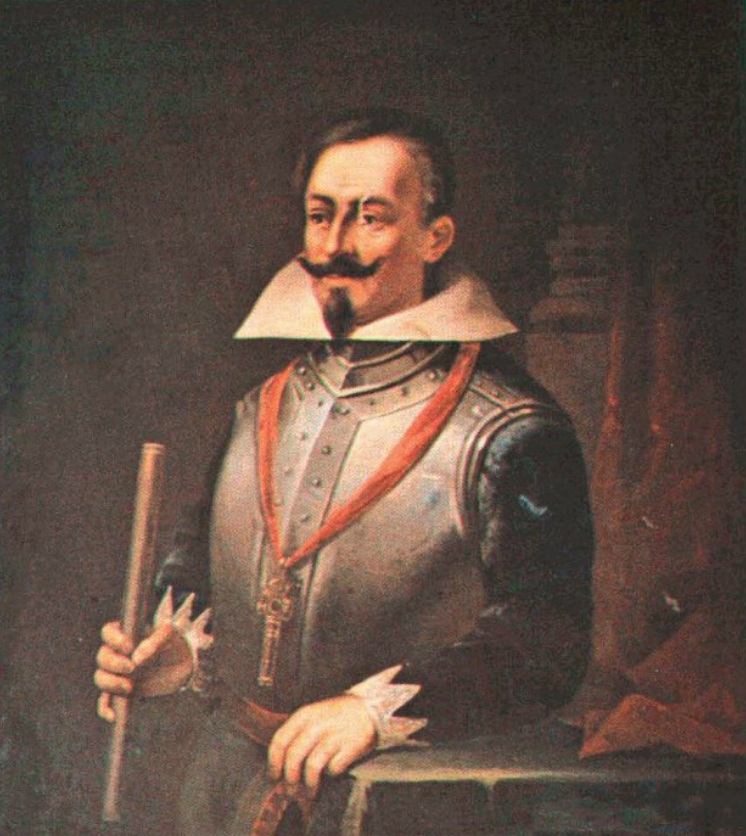
Alonso de Sotomayor y Valmediano

Alonso de Sotomayor y Valmediano (* 1545 in Trujillo, Spanien; † 1610 in Spanien) war ein spanischer Konquistador aus der Extremadura und Gouverneur der spanischen Kolonie Chile.

## Leben
De Sotomayor, der Sohn von Gutiérrez de Sotomayor e Hinojosa und Beatriz de Valmediano trat schon mit fünfzehn der spanischen Armee bei. Wie auch andere spätere Gouverneure Chiles sammelte de Sotomayor Erfahrungen in Italien und Flandern, das damals noch an die spanische Krone gebunden war.
1580 wurde er von seinen Vorgesetzten nach Madrid zurückbeordert. Philipp II. erkannte ihm seine Leistungen an und entlohnte diese mit der Erlaubnis zum Beitritt des Ritterordens von Santiago, spanisch Orden de Santiago. Außerdem wurde er zu einer Expedition gegen das Nachbarreich Portugal geschickt. In dieser Zeit erreichten Nachrichten aus Chile das europäische Festland: In Chile wütete der Krieg gegen die Mapuchen, der Arauco-Krieg, der seinen Namen dem damaligen Namen für die Mapuchen verdankt. Da, wie es hieß, jeder gute Soldat benötigt wurde, entschied sich der König Spaniens, Sotomayor in das Amt des Gouverneurs von Chile zu führen und ihm einige Truppen zur Verfügung zu stellen, damit der neue Kolonialverwalter den Konflikt lösen könnte.
Als de Sotomayor 1583 in Chile ankam, sah er sich in der Situation, dass er die Rolle eines Richters übernehmen musste: Es gab zahlreiche Anklagen gegen seinen Amtsvorgänger Martín Ruiz de Gamboa. Dieser hatte sich in seiner Amtszeit mit dem Tasa de Gamboa unbeliebt gemacht. Dieser Erlass sah vor, dass das Zahlen der Steuern von indianischer Seite in Form von Landarbeiten nicht mehr als zulässig anzusehen sei. De Sotomayor war daher gezwungen, Gamboa im Gouverneurshaus in Santiago festzusetzen, später wurde er jedoch entlassen.
Darum waren de Sotomayors erste Amtshandlungen, dass er das umstrittene Gesetz abschaffte und durch das vorher gültige, das Tasa de Santillián ersetzte.
De Sotomayor wollte den Krieg im Stile eines Valdivias ausdehnen. Valdivia hatte in Chile viele Festungen gebaut und war bereit, neben den Städten auch jede von ihnen zu verteidigen. De Sotomayor hätte für ein solches Unternehmen eine große Zahl professioneller Soldaten aus Spanien benötigt, was ihm von der Krone jedoch nicht gewährt wurde. Trotzdem startete er eine große Reihe von Expeditionen gegen die widerständischen Indianer. Sein Plan ging auf: Die Ergreifung des indianischen Truppenführers Paineñamcu, auch Alonso Díaz genannt, gelang einer dieser Expeditionen nach kurzer Zeit. Nun schickte de Sotomayor seinen Bruder Luis los, um einen Überraschungsangriff gegen die Mapuchen bei Angol, einer spanischen Festung, zu starten, was am 16. Januar 1585 mit einem Sieg der Spanier entlohnt wurde.
Schon im vorherigen Jahr hatte de Sotomayor die Festung San Fabián de Conueo bei Coelemu errichten lassen, viele andere hatte er neu errichten lassen. Mit der Erbauung dieser Bauwerke verfolgte er den Plan, die Kommunikation innerhalb der Mapuchen zu stören und die Gründung neuer Städte im Gesichtsfeld der Festungen zu erleichtern. Diese neuen Städte wiederum hatten die Aufgabe, Siedler nach Chile zu locken, die dann der Armee beitreten würden und zum endgültigen Sieg über die Mapuchen führen würden.
Die Mapuchen begannen, sich gegen dieses Vorhaben zu wehren, was anfängliche Erfolge zeigte. Sie konnten die Festung Purén erobern, wurden jedoch bald von den Spaniern geschlagen und mussten das Fort wieder räumen. Zum weiteren Schutz gründete de Sotomayor im Jahr der Rückeroberung, 1589, ein neues Fort in der Nähe Puréns.
Doch die Maßnahmen, die de Sotomayor vollzog, zeigten keine Wirkung bei den Mapuchen. So konnte ihre Kommunikation nicht nennenswert gestört werden und auch die Gefangennahme einer ihrer militärischen Führer schwächte sie nicht erheblich. Lediglich die Arkebuse hatten die Mapuchen sich noch nicht zu eigen gemacht, was für sie hieß, dass sie im Gefecht gegen die Spanier auf Feuerwaffen verzichten mussten.
Neben den Mapuchen bereiteten auch die englischen Piraten de Sotomayor Kopfschmerzen. 1587 ankerte der Freibeuter Thomas Cavendish vor Quintero. Auch in den eigenen Reihen musste de Sotomayor immer wieder für Ruhe sorgen. So musste er besonders sein Augenmerk auf die Soldaten im Süden richten, die aufgrund ihrer Armut immer wieder zu revoltieren drohten.
Am 30. Juli 1592 reiste de Sotomayor aufgrund dieser Aspekte nach Peru, wo er den dort residierenden Vizekönig um Verstärkung bitten wollte, um der Situation Herr zu werden. Doch Martín García Óñez de Loyola übernahm das Amt des Gouverneurs von Chile, was de Sotomayor jedoch erst einige Monate nach seiner Ankunft in Peru erfuhr. Er reiste nach Chile zurück, um seine Taten gegen die Mapuchen zu verteidigen, was ihm auch gelang. Er wurde vom spanischen Hofe mit einem Adelstitel versehen.
1596, vier Jahre darauf, übernahm de Sotomayor das Amt des Gouverneurs von Panama, was er sechs Jahre lang innehatte. Wie in Chile drohte auch in Mittelamerika immer wieder eine Invasion englischer Piraten.
Nachdem de Sotomayor nach dieser Amtszeit nach Spanien zurückkehrte, lehnte er 1604 verbittert ein Angebot zur Übernahme des Gouverneurstitels von Chile ab. Er trat dem Consejo de Indias bei. 1609 wurde er mit der Aufgabe, die Moslems aus Spanien zu vertreiben oder zu bekehren, betraut. Ein Jahr später starb Alonso de Sotomayor y Valmediano.